# هوارد دبليو. كارسون
هوارد دبليو. كارسون (بالإنجليزية: Howard W. Carson) هو سياسي أمريكي، ولد في 30 أبريل 1910، وتوفي في 9 أغسطس 1994. انتخب عضو مجلس ولاية فيرجينيا الغربية.